# رمشتدت
رمشتدت (به آلمانی: Remstädt) یک شهر در آلمان است که در گوتا واقع شده‌است. رمشتدت ۹۷۶ نفر جمعیت دارد.